# Кошице III (район)
Район Кошице III — городской район города Кошице.

## Население
| Год:        | 1994   | 2004    | 2014    | 2024    |
| ----------- | ------ | ------- | ------- | ------- |
| Broj ljudi: | 31 979 | 30 349  | 29 414  | 27 336  |
| Разница:    |        | −5,09 % | −3,08 % | −7,06 % |

### Статистические данные (2001)
Национальный состав:
- Словаки — 91,3 %
- Венгры — 3,1 %
- Цыгане — 1,7 %
- Русины/Украинцы — 1,0 %
- Чехи — 0,8 %

Конфессиональный состав:
- Католики — 58,3 %
- Греко-католики — 8,0 %
- Лютеране — 3,6 %
- Реформаты — 2,6 %
- Православные — 1,4 %
- Свидетели Иеговы — 0,5 %